# Les Super-4
Les Super-4 (títol original en anglès, Supa Team 4) és una sèrie de televisió animada de superherois de Zàmbia de Netflix. Es va estrenar el 20 de juliol de 2023 amb doblatge i subtítols en català. La segona temporada es va estrenar el 21 de desembre del mateix any. Cada temporada compta de vuit episodis.

## Sinopsi
Les Super-4 segueix la història de "quatre adolescents superheroïnes, que viuen en un escenari alternatiu futurista de Lusaka, Zàmbia. Més tard són reclutades per un agent secret retirat, per a ajudar a salvar el món".

## Producció
El 16 d'abril de 2019, es va anunciar que Netflix li havia donat a la producció una comanda de sèrie per a una primera temporada. La sèrie va ser creada per Malenga Mulendema, qui és acreditada com a productora executiva i guionista. Les companyies de producció involucrades en la sèrie són Triggerfish Animation Studios i CAKE.